# Le Billet de mille
Pour plus de détails, voir Fiche technique et Distribution.
Le Billet de mille est un film français réalisé par Marc Didier, sorti en 1935. 

## Synopsis
Le parcours et les mésaventures d'un billet de mille francs, qui sort de la banque avec un client, passe de main en main, et finit brulé dans un feu de bois. 

## Fiche technique
- Titre : Le Billet de mille
- Réalisation : Marc Didier
- Scénario : Yves Mirande et René Pujol
- Décors : Robert Gys
- Photographie : Georges Raulet
- Son : Marcel Courmes
- Montage : Bella Schiffrin
- Musique : Charles Tucker, Ray Ventura, Jo Bouillon
- Production : Forrester-Parant Productions
- Pays d'origine :  France
- Format : Noir et blanc - 35 mm - 1,37:1
- Genre : Comédie
- Durée : 110 minutes
- Date de sortie : France, 11 janvier 1935

## Distribution
- Jean Aquistapace : le clochard
- Lucien Baroux : le couturier
- Léon Belières : un pickpocket
- Armand Bernard : un soldat
- Julien Carette : un inspecteur
- Raymond Cordy : un inspecteur
- Claude Dauphin : le neveu
- Dorville : le metteur en scène
- Frédéric Duvallès : le fêtard
- Marcelle Géniat : la rôdeuse
- Henri Marchand : le régisseur
- Georges Milton : l'homme-sandwich
- Gaston Modot : le bookmaker
- Gaby Morlay : la désespérée
- Constant Rémy : l'encaisseur
- Françoise Rosay : la comtesse russe
- Henry Roussel : le prince russe
- Renée Saint-Cyr : la vendeuse
- René Sarvil : un soldat
- Gabriel Signoret : le directeur du pensionnat
- Alice Tissot
- Marcel Vallée : le commissaire
- Jean Worms : l'aristocrate
- Lyne Clevers
- France Dhélia
- Edmonde Guy : la danseuse
- Georges Mauloy
- Pierre Stephen
- Germaine Reuver
- Robert Goupil
- Jacques Lerner
- Mona Lys

## Autour du film
- Ce film caritatif a été probablement inspiré de la nouvelle Le Billet de mille de Charles Barbara, publiée en 1853 dans la Revue de Paris, puis les 6 et 7 février 1863[1] dans le Petit Journal. Il a été tourné au profit de la Caisse de secours des professionnels de la presse cinématographique : tous les acteurs et actrices ont accepté de jouer bénévolement. Afin que les spectateurs n'ignorent pas leur nom, celui-ci n'apparaît pas au générique, mais lors de leur apparition à l'écran.
- 1935, c'est le début officiel de la Télévision en France, mais un programme expérimental existait depuis décembre 1932. Le film fait allusion à  cette invention dont c'est les premiers balbutiements. L’image montre un spectacle de danse filmé et des vues techniques en liaison avec la decouverte. Randall[2] chante « chérie, chérie, viens télévisionner, chérie, chérie... c’est la télévision », une chanson qui vante les possibilités extraordinaires de l’invention.